# Richard le Breton
Richard le Breton o de Brito (fl. XII secolo) è stato un cavaliere medievale e nobile normanno.
È ricordato come uno dei quattro assassini di Thomas Becket, arcivescovo di Canterbury, ucciso nel 1170 (forse per ordine di re Enrico II d'Inghilterra).

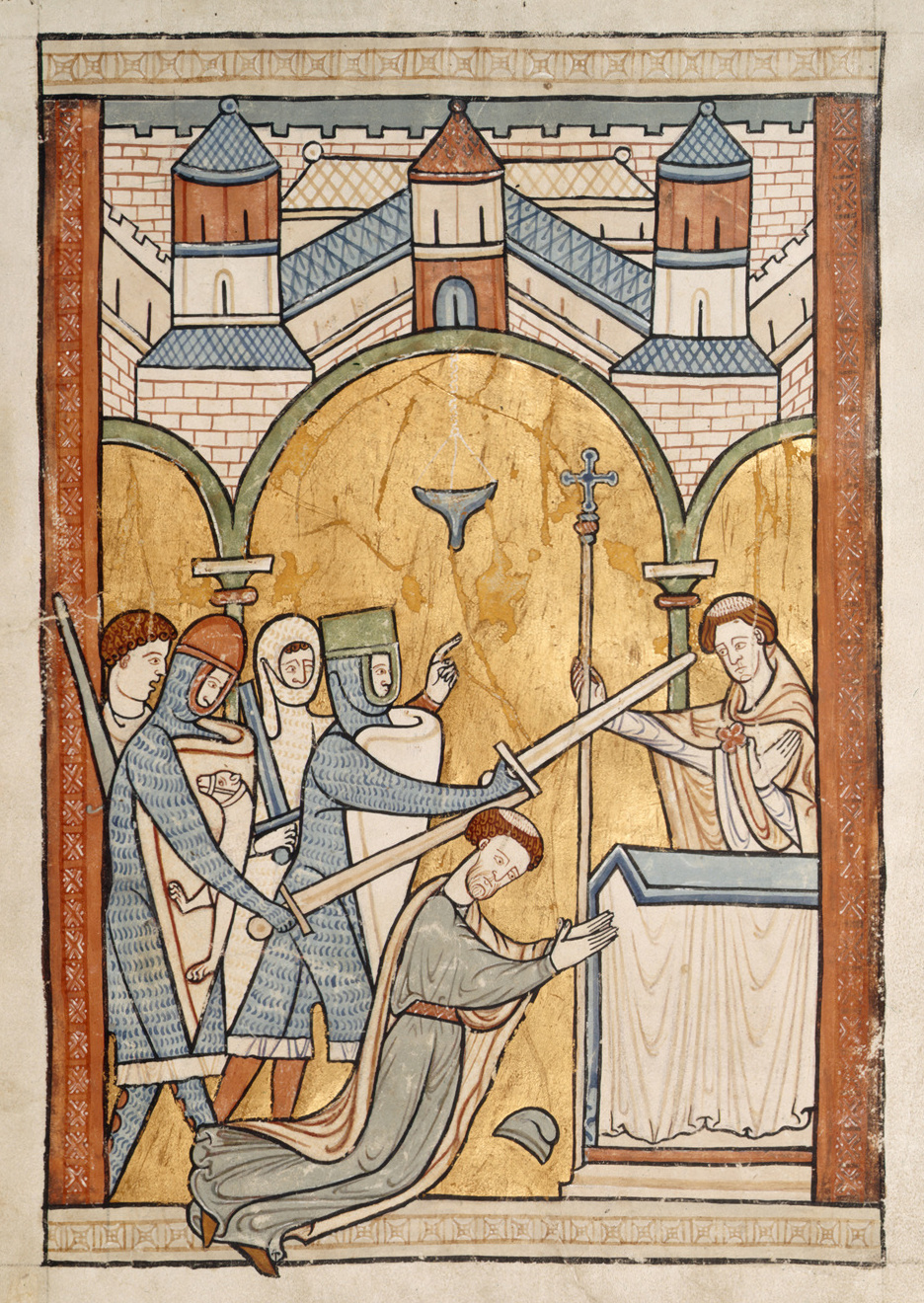
Illustrazione contemporanea dell'omicidio di Thomas Becket (1170).

## Biografia

### Origini
La famiglia dei Brito proveniva dalla Normandia, e giunse in Inghilterra con Guglielmo il Conquistatore. Un Roger Brito è elencato nel Domesday Book del 1086 come proprietario terriero nel Somerset, dove la famiglia s'insediò nel villaggio di Sampford Brett (o Sandford-Bret), mentre un Auvrai le Breton divenne proprietario del castello di Sanford.
Durante il regno di Enrico I d'Inghilterra il signore di Sampford Brett era Simon le Breton, tenuto a mezzo compenso di un cavaliere dal re. Simon ebbe due figli, Richard ed Edmund; quest'ultimo adottò il cognome de Sandford da un altro dei feudi della famiglia concessi da Guglielmo I.
All'epoca i Breton servivano il fratello di Enrico II d'Inghilterra, Guglielmo, conte di Poitou, ed erano vicini della famiglia FitzUrse di Williton, un membro della quale, Reginald FitzUrse, fu un altro degli assassini di Becket. Richard in particolare era molto vicino a Guglielmo, ed era uno dei suoi servitori più fedeli.

### L'assassinio di Becket
Richard le Breton fu uno dei quattro assassini dell'arcivescovo di Canterbury, assieme a sir Reginaldo FitzUrse, sir Ugo di Morville e sir Guglielmo di Tracy. Pare che Breton colpì Becket così forte da rompere la propria spada. Nell'atto di colpire gridò: "Prendi questo, per amore del mio signore Guglielmo, fratello del re!". Gli amici di Guglielmo credevano infatti che il conte fosse morto di crepacuore dopo che Thomas Becket si era rifiutato di acconsentire al suo matrimonio con Isabella de Warenne, contessa di Surrey, una delle ereditiere più ricche del regno, e in particolare Richard le Breton aveva giurato di vendicarlo.

### Conseguenze
Dopo l'assassinio i quattro cavalieri fuggirono prima in Scozia, e da lì al castello di Knaresborough, nello Yorkshire, proprietà di uno di loro. Tutti e quattro, per aver ucciso un arcivescovo, furono scomunicati da papa Alessandro III durante la Pasqua del 1171, con la possibile revoca dell'interdetto a condizione di recarsi in pellegrinaggio in Terra Santa per 14 anni per espiare le proprie colpe.
Brito non fece il pellegrinaggio, ma si ritirò sull'isola di Jersey, dove ebbe discendenza. Una lastra tombale per un Breton di Jersey sopravvive ancora oggi nella chiesa di San Tommaso a Salisbury, nel Wiltshire, mentre William Brett, I visconte Esher e i suoi discendenti deriverebbero proprio dai le Breton.